# Darrick Martin
Darrick David Martin (Denver, Colorado, 6 de marzo de 1971) es un exjugador y entrenador de baloncesto estadounidense que jugó 13 temporadas en la NBA. Con 1,80 metros de estatura, jugaba en la posición de base.

## Trayectoria deportiva

### High school y universidad
En su último año de high school en St. Anthony, fue elegido en el primer equipo McDonald's All-American Team, el mejor quinteto de jugadores de instituto del país.
Recibió una beca completa para estudiar y jugar en UCLA, donde coincidió con varios futuros profesionales de la NBA. Su trayectoria universitaria concluyó en 1992, acabando primero de toda la historia del centro en asistencias (636) y robos de balón (179), además de ser el cuarto jugador de la historia de la Pacific Ten Conference en pases de canasta. Su récord de asistencias en una única temporada (217) solamente ha sido superada en UCLA por Jerome "Pooh" Richardson, con 236.
En el total de su carrera universitaria promedió 9,3 puntos y 4,9 asistencias por partido.

### Profesional
Tras no ser elegido en el Draft de la NBA de 1992, firmó contrato con los Sioux Falls Skyforce, en esos años inmerso en la liga CBA. Posteriormente, su trayectoria se centró en la NBA, casi siempre con contratos cortos, y fichando como suplente de las figuras de sus equipos. Pasó por Minnesota Timberwolves y Vancouver Grizzlies antes de completar su mejor recha en la liga en Los Angeles Clippers, donde permaneció durante 3 temporadas, promediando 10 puntos y 4 asistencias en esa época.
Posteriormente jugó durante cortos periodos de tiempo en diversos equipos, incluyendo una temporada con los Harlem Globetrotters en 2002, y un esporádico regreso a la CBA jugando con los Yakima Sun Kings y de nuevo con los Skyforce. En la temporada 2005-06 firmó con Toronto Raptors, equipo en el que ha realizado siempre el papel del tercer base, tras T.J. Ford y José Manuel Calderón. El 27 de marzo de 2008 fue cortado para hacer hueco en el equipo a Linton Johnson.

## Estadísticas de su carrera en la NBA

### Temporada regular
| Año     | Equipo        | PJ  | PT  | MPP  | %TC  | %3P  | %TL   | RPP | APP | ROB | TPP | PPP  |
| ------- | ------------- | --- | --- | ---- | ---- | ---- | ----- | --- | --- | --- | --- | ---- |
| 1994-95 | Minnesota     | 34  | 9   | 23.6 | .408 | .184 | .877  | 1.9 | 3.9 | 1.0 | .0  | 7.5  |
| 1995-96 | Vancouver     | 24  | 0   | 16.8 | .450 | .227 | .826  | 1.6 | 2.5 | 1.1 | .0  | 6.7  |
| 1995-96 | Minnesota     | 35  | 16  | 21.3 | .381 | .319 | .851  | 1.3 | 4.5 | .7  | .1  | 7.3  |
| 1996-97 | L.A. Clippers | 82  | 64  | 22.2 | .407 | .389 | .872  | 1.4 | 4.1 | .7  | .0  | 10.9 |
| 1997-98 | L.A. Clippers | 82  | 63  | 28.0 | .377 | .365 | .848  | 2.0 | 4.0 | 1.0 | .1  | 10.3 |
| 1998-99 | L.A. Clippers | 37  | 25  | 25.4 | .367 | .292 | .803  | 1.3 | 3.9 | 1.2 | .1  | 8.0  |
| 1999-00 | Sacramento    | 71  | 1   | 12.6 | .380 | .306 | .824  | .6  | 1.7 | .4  | .0  | 5.7  |
| 2000-01 | Sacramento    | 31  | 0   | 5.6  | .382 | .519 | .886  | .5  | .5  | .2  | .0  | 3.3  |
| 2001-02 | Dallas        | 3   | 0   | 7.5  | .000 | .000 | .500  | .3  | 1.0 | .7  | .0  | .3   |
| 2003-04 | Minnesota     | 16  | 0   | 10.7 | .299 | .231 | 1.000 | .4  | 1.4 | .1  | .1  | 3.4  |
| 2004-05 | L.A. Clippers | 11  | 0   | 17.3 | .320 | .278 | .625  | .9  | 2.5 | .5  | .0  | 3.8  |
| 2005-06 | Toronto       | 40  | 0   | 8.5  | .351 | .400 | .750  | .5  | 1.4 | .4  | .0  | 2.6  |
| 2006-07 | Toronto       | 31  | 0   | 7.1  | .351 | .351 | .714  | .4  | 1.4 | .1  | .0  | 3.0  |
| 2007-08 | Toronto       | 17  | 0   | 8.3  | .233 | .125 | .833  | .4  | 1.2 | .4  | .0  | 1.6  |
| Total   | Total         | 514 | 178 | 17.8 | .382 | .340 | .843  | 1.1 | 2.9 | .7  | .0  | 6.9  |

### Playoffs
| Año   | Equipo        | PJ | PT | MPP  | %TC  | %3P  | %TL   | RPP | APP | ROB | TPP | PPP  |
| ----- | ------------- | -- | -- | ---- | ---- | ---- | ----- | --- | --- | --- | --- | ---- |
| 1997  | L.A. Clippers | 3  | 3  | 25.7 | .440 | .556 | .667  | .7  | 4.3 | .0  | .0  | 11.0 |
| 2000  | Sacramento    | 2  | 0  | 10.5 | .333 | .333 | .750  | 1.5 | 1.0 | .5  | .0  | 5.0  |
| 2001  | Sacramento    | 2  | 0  | 4.5  | .000 | .000 | –     | .0  | 1.5 | .0  | .0  | .0   |
| 2004  | Minnesota     | 16 | 3  | 11.4 | .275 | .300 | .800  | .9  | 1.4 | .3  | .0  | 3.1  |
| 2007  | Toronto       | 2  | 0  | 4.1  | .000 | .000 | 1.000 | .5  | 1.0 | .0  | .0  | 1.0  |
| Total | Total         | 25 | 6  | 11.9 | .301 | .333 | .771  | .8  | 1.7 | .2  | .0  | 3.8  |

## Entrenador
Su primera experiencia en los banquillos sería como asistente en la NCAA durante tres años en la Universidad de St. John's. En el 2016 tomaría  las riendas como entrenador principal de los Reno Bighorns de la NBA D-League.